# Amblyseius glomeris
Amblyseius glomeris är en spindeldjursart som beskrevs av Muhammad Sharif Khan och Ashfaq 2005. Amblyseius glomeris ingår i släktet Amblyseius och familjen Phytoseiidae. Inga underarter finns listade i Catalogue of Life.